# Acide olpadronique
L'acide olpadronique (DCI) est un bisphosphonate.